# Anthracites humeralis
Anthracites humeralis är en insektsart som beskrevs av Heinrich Hugo Karny 1931. Anthracites humeralis ingår i släktet Anthracites och familjen vårtbitare. Inga underarter finns listade i Catalogue of Life.